# 張建東
張建東，GBS，OBE，JP（1947年11月20日—2014年9月13日），香港會計師，曾任立法局議員、行政會議成員、香港機場管理局主席、香港科技大學校董會主席等職。

## 生平
張建東在香港聖保羅男女中學接受教育，其後在英國取得特許會計師資格，他在特許會計師考試中獲得全科優異成績。在2003年，他獲香港浸會大學頒授工商管理榮譽博士學位。
張建東1969年加入香港畢馬威會計師事務所，1974年成為合夥人，1996年10月1日被委任為中國及香港畢馬威主席兼行政總裁，2003年3月31日退休。
張建東是英格蘭及威爾斯特許會計師公會及香港會計師公會資深會員，曾於1989年12月15日至1990年12月15日期間出任香港會計師公會會長。
張博士歷任立法局（1991-1995）及市政局（1985-1995）議員。2003至2005年擔任香港聯交所創業板市場議會主席。2005年10月獲委任為行政會議成員。2008年4月起擔任香港科技大學第四任校董會主席。2008年5月22日，被委任為機場管理局主席，服務至2014年5月31日離任。
由2009年2月1日起，張建東出任滙豐控股非執行董事。他也是恒生銀行、香港興業國際集團、香港交易及結算所（已在2011年離任）及新鴻基地產（已在2009年離任）非執行董事。

## 資料來源
1. ↑  《香港特區名人錄》。PA Professional Consultants，2001。ISBN：9628017128。
2. ↑  . 蘋果日報. 2014年9月14日  [2014年9月15日]. （原始内容存档于2014年9月16日）.（繁體中文）
3. ↑  盧子健、何安達. . 天地圖書. 1994: 302.
4. ↑  .   [2014-06-25]. （原始内容存档于2016-03-04）.
5. ↑  .   [2014-06-25]. （原始内容存档于2021-08-13）.
6. ↑  .   [2014-06-25]. （原始内容存档于2016-03-06）.
7. ↑  .   [2014-06-25]. （原始内容存档于2021-08-13）.

## 外部連結
- 行政會議：張建東議員